# Ярцев Віктор Володимирович
Віктор Володимирович Ярцев (1904, Москва, Російська Федерація — розстріляний 28 січня 1940, Москва) — радянський діяч органів державної безпеки, 1-й заступник народного комісара зв'язку СРСР. Депутат Верховної Ради РРФСР 1-го скликання. Кандидат у члени ЦК ВКП(б) (1939—1940).

## Біографія
Народився в родині маляра. У 1916 році закінчив чотирикласне міське училище в Москві. З травня 1918 по 1919 рік був учнем у перукарні № 4 міста Москви. У 1919 році закінчив Московську семикласну школу ІІ ступеня. З 1919 по 1928 рік був членом комсомолу.
До травня 1920 року — помічник слюсаря авторемонтних майстерень Московського військово-інженерного управління.
У травні 1920 — травні 1921 року — рядовий, політичний працівник Окремого кавалерійського полку 7-ї дивізій 12-ї армії РСЧА.
Член РКП(б) з грудня 1920 року.
У травні — вересні 1921 року — інструктор Московського комітету комсомолу.
У вересні 1921 — жовтні 1922 року — курсант Військової школи імені ВЦВК у Москві.
У жовтні 1922 — серпні 1926 року — інспектор тресту «Моссільпром». У 1926 році закінчив два курси робітничого факультету в Москві.
У серпні 1926 — травні 1929 року — електромонтер-технік в механічній майстерні тресту «Моссільпром». У травні 1929 — лютому 1930 року — технік «Союзсільелектро» в Москві.
У 1930 році закінчив Московський електротехнічний інститут зв'язку.
З лютого 1930 року служив в органах державної безпеки СРСР. У березні — червні 1930 року — помічник уповноваженого 1-го відділення Економічного управління ОДПУ СРСР. У червні 1930 — жовтні 1931 року — уповноважений 1-го відділення Економічного управління ОДПУ СРСР. У жовтні 1931 — жовтні 1933 року — оперативний уповноважений 1-го відділення Економічного управління ОДПУ СРСР. У жовтні 1933 — липні 1934 року — помічник начальника 1-го відділення Економічного управління ОДПУ СРСР.
У липні 1934 — травні 1935 року — помічник начальника 1-го відділення Економічного відділу ГУДБ НКВС СРСР. У травні 1935 — листопаді 1936 року — начальник 2-го відділення Економічного відділу ГУДБ НКВС СРСР.
У листопаді 1936 — липні 1937 року — начальник 1-го відділення контррозвідувального відділу — 3-го відділу ГУДБ НКВС СРСР. У листопаді 1937 — березні 1938 року — начальник 11-го відділу ГУДБ НКВС СРСР. Одночасно, з травня 1937 по березень 1938 року був членом партійного комітету ГУДБ НКВС СРСР. 11 липня 1938 року потрапив в авіакатастрофу, був поранений, лікувався.
2 квітня — 16 листопада 1938 року — урядовий комісар на острові Сахалін.
16 листопада 1938 — 16 червня 1939 року — 1-й заступник народного комісара зв'язку СРСР.
У 1939 році заарештований органами НКВС СРСР. Засуджений 28 січня 1940 року до страти, того ж дня розстріляний. Не реабілітований.

## Звання
- старший лейтенант державної безпеки (11.12.1935)
- капітан державної безпеки (20.12.1936)
- майор державної безпеки (27.06.1937)

## Нагороди
- орден Леніна (5.05.1937)
- медаль «XX років Робітничо-Селянській Червоній Армії» (22.02.1938)
- знак «Почесний працівник ВЧК—ДПУ (XV)» (15.07.1935)